# Brunswick CDP (Maine)
Brunswick ist eine vom United States Census Bureau erfasste Siedlung (Census designed place – CDP) in Cumberland County im US-Bundesstaat Maine. Das Gebiet liegt im östlichen Teil der Stadt (Town) Brunswick und hat nach der Volkszählung aus dem Jahr 2020 insgesamt 17.033 Einwohner.

## Geographie
Das CDP liegt im östlichen Teil der Stadt Brunswick. Nach dem amerikanischen Vermessungsbüro hat das CDP eine Fläche von 36,4 km², wovon 32,6 km² Land und 3,8 km² (31,68 %) Wasser sind.

## Demographie
Nach der Volkszählung von 2000 gibt es 14.816 Menschen, 5880 Haushalte und 3433 Familien in der Stadt. Die Bevölkerungsdichte beträgt 454,7 Einwohner pro km². 95,19 % der Bevölkerung sind Weiße, 0,99 % Afroamerikaner, 0,16 % amerikanische Ureinwohner, 1,90 % Asiaten, 0,04 % pazifische Insulaner, 0,45 % anderer Herkunft und 1,26 % Mischlinge. 1,31 % sind Latinos unterschiedlicher Abstammung.
Von den 5.880 Haushalten haben 28,1 % Kinder unter 18 Jahre. 47,0 % davon sind verheiratete, zusammenlebende Paare, 8,40 % sind alleinerziehende Mütter, 41,6 % sind keine Familien, 35,3 % bestehen aus Singlehaushalten und in 16,0 % Menschen sind älter als 65. Die Durchschnittshaushaltsgröße beträgt 2,24, die Durchschnittsfamiliengröße 2,92.
21,5 % der Bevölkerung sind unter 18 Jahre alt, 15,6 % zwischen 18 und 24, 25,3 % zwischen 25 und 44, 20,2 % zwischen 45 und 64, 17,5 % älter als 65. Das Durchschnittsalter beträgt 36 Jahre. Das Verhältnis Frauen zu Männer beträgt 100:89,7, für Menschen älter als 18 Jahre beträgt das Verhältnis 100:85,0.
Das jährliche Durchschnittseinkommen der Haushalte beträgt 38.036 USD, das Durchschnittseinkommen der Familien 47.134 USD. Männer haben ein Durchschnittseinkommen von 32.088 USD, Frauen 25.762 USD. Der Prokopfeinkommen der Stadt beträgt 19.494 USD. 9,7 % der Bevölkerung und 5,7 % der Familien leben unterhalb der Armutsgrenze, davon sind 9,9 % Kinder oder Jugendliche jünger als 18 Jahre und 9,6 % der Menschen sind älter als 65.